# Listă de primari din Urziceni
Mai jos este pezentată lista primarilor Urzicenilor între anii 1888-1996.
- Drăgan Georgescu
- Ionuță Ghinesu
- Toma P. Mihălescu
- Alexandru Z. Vasilescu
- Teodor Atanasiu
- Mitică D. Ranatescu
- Gheorghe Christodorescu
- Miltiade B. Teodoru
- Nicolae Mustață
- Alexandru Teoharie
- Vasile Georgescu
- Ionel L. Constantinescu
- Gogu Angelescu
- Gogu T. Mihăilescu
- Vasile I. Rădulescu
- Paul I. Teodoru
- Ștefan I. Popescu
- Gheorghe Angelescu
- Ion Petre
- Ștefan Borangic
- Dumitru Mirică
- Marin Iancu
- Ion Barbu
- Gheorghe V. Gheorghe
- Haralambie Dobre
- Ion Nedelcu
- Iuliana Tănase
- Eugenia Coman
- Constantin Balcan
- Gheorghe Cană
- Ion Mitrică
- Virgil Datcu
- Niculae Diculescu
- Sava Constantin